# 山根綺
山根 綺（やまね あや、1997年2月4日 – ）は、日本の女性声優、歌手。Kleissisの元メンバー。神奈川県横浜市出身。青二プロダクション所属。2023年3月、公式ファンサイト「YAYA RECORDS」を開設。

## 経歴
声優になろうと思ったきっかけは、姉が背中を押してくれたことと『Angel Beats!』を見て自身も出たいと思ったこと。
神奈川県立横浜平沼高等学校卒業
アミューズメントメディア総合学院卒業。在学中の2015年、映画『人狼ゲーム クレイジーフォックス』のオーディションに選ばれ、隅田安奈役で顔出し出演しデビューを果たす。声優としては『orange』に出演したほか、同企業によるラジオ番組『週刊 小林ゆう』でアシスタントパーソナリティを務めた。AMGエンタテインメント賞を受賞し、その後青二プロダクションに所属となった。
2018年、ゲーム『アルカ・ラスト 終わる世界と歌姫の果実』から派生した声優ユニット「Kleissis」のメンバーに選ばれる。
2024年4月3日、自身が初めて作詞・作曲を手掛けた「青春の始まりと悲しみ」など全5曲のオリジナル楽曲を収録した1st EP『青春のかなしみ』を配信リリースし、ソロアーティストとしてデビュー。6日には地元・横浜のライブハウス・1000CLUBにて、ワンマンライブイベント『青春のはじまり』を開催した。

## 人物
父親が日本と中国のハーフで母親は中国人。
「綺」という名前は本名である。予定日より少し早く可愛らしい赤ちゃんとは程遠い姿で生まれ、身体が弱く、それを見た母は、名前を大変更し、「どんどん綺麗になりますように」という意味を込めて名付けてくれたという。
趣味は料理、麻雀、ギター、ヒューマンドラマを観ること。特技は歌唱、ダンス。愛用シャンプーはAujua。金属アレルギーを持っており、身に着けるアクセサリーは純金かプラチナがメインである。18Kゴールドや樹脂製も試用したが、かぶれてしまうとのこと。パソコン周辺機器はLogicoolを使用。
影響を受けたアニメとして『犬夜叉』や『Angel Beats!』、『涼宮ハルヒの憂鬱』を挙げている。
2021年、「アイドルマスターシリーズ」の『アイドルマスター シャイニーカラーズ』にて、新たなユニット・SHHisの緋田美琴役に抜擢された。専門学校時代から自身は「ずっと『アイマス』の声優になりたい」といった夢を掲げており、事務所に所属後は『シンデレラガールズ』と『シャイニーカラーズ』のオーディションを受けたものの合格できなかったが、同年のオーディションで遂に合格することができた。また、過去のオーディションとして『シャイニーカラーズ』の幽谷霧子役・浅倉透役・市川雛菜役をそれぞれ受けており、緋田美琴役に合格した時のオーディションでは、斑鳩ルカ役も受けていた。

## 出演
太字はメインキャラクター。

### テレビアニメ
2016年
- orange（女子生徒）

2017年
- ONE PIECE（2017年 - 2024年、お菓子、客、おねーさん、ブラックマリアの部下、ニコ・ロビン〈幼少期 / 2代目〉 他）
- アイドルマスター SideM（女生徒）

2018年
- HUGっと!プリキュア（小学生、看護師、ちびハリ 他）
- ゲゲゲの鬼太郎（第6作）（2018年 - 2019年、ファン、山根香凛、土手久美子）
- ムヒョとロージーの魔法律相談事務所（生徒）
- ONE PIECE エピソードオブ空島
- 爆釣バーハンター（2018年 - 2019年、客、トローリング娘）

2019年
- キラッとプリ☆チャン（女の子）
- ACTORS -Songs Connection-（SASA）
- ライフル・イズ・ビューティフル（生徒）
- 名探偵コナン（受付嬢）

2020年
- 群れなせ!シートン学園（間様人〈少年時代〉、シンクロ部・部員♀）
- SHOW BY ROCK!! ましゅまいれっしゅ!!（2020年 - 2021年、ルフユ） - 2シリーズ
- ぼくのとなりに暗黒破壊神がいます。（女子生徒A、子供A、女子生徒B、係員、月宮ウツギ〈幼少期〉 他）
- とある科学の超電磁砲T（藍鈴生徒、食蜂派閥）
- 推しが武道館いってくれたら死ぬ（ショップ店員、瑠璃）
- フルーツバスケット（2020年 - 2021年、女子生徒） - 2シリーズ
- 球詠（園川萌、陽秋月）
- かぐや様は告らせたい?〜天才たちの恋愛頭脳戦〜（友人）
- Re:ゼロから始める異世界生活（2020年 - 2025年、村人、リリアナ） - 3シリーズ
- ミュークルドリーミー（2020年 - 2022年、ミカ） - 2シリーズ
- 富豪刑事 Balance:UNLIMITED（女性警官）
- ちびまる子ちゃん（三宅さん）
- キミと僕の最後の戦場、あるいは世界が始まる聖戦（星霊使い、オペラの役者2、シャノロッテの部下、ミカエラ）
- 炎炎ノ消防隊 弐ノ章（キャバ嬢、少年）
- 禍つヴァールハイト -ZUERST-（シセル・グラウナー）
- トニカクカワイイ（リポーター）
- 神様になった日（祭り客）
- ご注文はうさぎですか? BLOOM（子供）
- 進撃の巨人（2020年 - 2021年、子供たち）

2021年
- ウマ娘 プリティーダービー（2021年 - 2023年、ダイタクヘリオス） - 2シリーズ
- はたらく細胞!!（血小板2、大腸細胞1）
- スケートリーディング☆スターズ（他校生徒）
- WIXOSS DIVA(A)LIVE（めーちゃん）
- Vivy -Fluorite Eye's Song-（ルクレール）
- BLUE REFLECTION RAY/澪（さや）
- 究極進化したフルダイブRPGが現実よりもクソゲーだったら（メリッサ）
- SELECTION PROJECT（ホステスB〈まりえ〉、看護師）
- 大正オトメ御伽話（珠彦〈5歳〉、幸乃）
- 見える子ちゃん（イケメンのカノジョ）
- カードファイト!! ヴァンガード overDress（2021年 - 2022年、スタッフ、友人） - 2シリーズ
- 吸血鬼すぐ死ぬ（アナウンサー、キャスター）
- 境界戦機（不動ナホ）

2022年
- 異世界美少女受肉おじさんと（女子たち）
- 終末のハーレム（山田翠）
- ハコヅメ〜交番女子の逆襲〜（女子高生）
- くノ一ツバキの胸の内（ベニスモモ ）
- 処刑少女の生きる道（子供）
- ヒーラー・ガール（森嶋健史、同級生）
- 骸骨騎士様、只今異世界へお出掛け中（セリアーナ）
- 連盟空軍航空魔法音楽隊ルミナスウィッチーズ（ロザリー・ド・ポワプ）
- 後宮の烏（三の妃）
- 機動戦士ガンダム 水星の魔女（2022年 - 2023年、セセリア・ドート） - 2シリーズ
- シルバニアファミリー シリーズ（2022年 - 2023年、フレア・チョコレート） - 2シリーズ
- 忍の一時（女生徒B）
- 虫かぶり姫（子供）

2023年
- 英雄王、武を極めるため転生す 〜そして、世界最強の見習い騎士♀〜（少年ラファエル）
- シュガーアップル・フェアリーテイル（キャシー）
- 人間不信の冒険者たちが世界を救うようです（アンバー）
- クールドジ男子（女性）
- 山田くんとLv999の恋をする（えり）
- 女神のカフェテラス（2023年 - 2024年、月島流星） - 2シリーズ
- くまクマ熊ベアーぱーんち!（ネルト、セニア）
- 贄姫と獣の王（コラ王女）
- 聖者無双〜サラリーマン、異世界で生き残るために歩む道〜（メルネル）
- あやかしトライアングル（香炉木恋緒）
- 16bitセンセーション ANOTHER LAYER（山田冬夜）
- レヱル・ロマネスク2（ノワール）
- るろうに剣心 -明治剣客浪漫譚- (2023)（2023年 - 2025年、巻町操、ミケ） - 2シリーズ

2024年
- 姫様“拷問”の時間です（クロル）
- 望まぬ不死の冒険者（ローラ）
- 花野井くんと恋の病（唯）
- Lv2からチートだった元勇者候補のまったり異世界ライフ（バリロッサ）
- Re:Monster（ホブ星→スペ星、風鬼）
- 黒執事 -寄宿学校編-（売り子）
- 鬼滅の刃 柱稽古編（寺の子どもたち）
- 2.5次元の誘惑（753♡）
- ダンダダン（つばめ）
- デリコズ・ナーサリー（カルロ〈少年期〉）
- 魔王2099（山田・レイナード＝緋月）
- アサティール2 未来の昔ばなし（アムル、次女）

2025年
- ハニーレモンソーダ（めぐ）
- 妖怪学校の先生はじめました!（メデューサ）
- 青春ブタ野郎はサンタクロースの夢を見ない（赤城郁実）
- 薫る花は凛と咲く（保科昴）
- ぐらんぶる Season 2（毒島桜子）
- ウィッチウォッチ（真神圭護〈幼少期〉）

時期未定
- 花ざかりの君たちへ（芦屋瑞稀）

### 劇場アニメ
- 僕のヒーローアカデミア THE MOVIE ヒーローズ:ライジング（2019年、女の子）
- 劇場版ポケットモンスター ココ（2020年）
- 劇場版 美少女戦士セーラームーンEternal（2021年、ディモス）
- 劇場版 美少女戦士セーラームーンCosmos（2023年、ディモス）
- 青春ブタ野郎はランドセルガールの夢を見ない（2023年、赤城郁実）
- 好きでも嫌いなあまのじゃく（2024年、高橋澪[56]）※Netflix世界独占配信・日本劇場公開

### OVA
- ゴブリンスレイヤー -GOBLIN'S CROWN-（2020年、女戦士）
- ストライク・ザ・ブラッド IV（2021年、女性）

### Webアニメ
2019年
- 斉木楠雄のΨ難 Ψ始動編（小学生C）

2020年
- 薄明の翼（秘書）

2021年
- 極主夫道（女性客A）
- 月曜日のたわわ2（女子生徒、先輩、女性職員、ホルスタインさん）
- KAIJU DECODE 怪獣デコード（リアルレイ）

2022年
- トニカクカワイイ 〜制服〜（夏木タキ）
- うまゆる（ダイタクヘリオス）

2023年
- 鬼武者（さよ）

### ゲーム
2017年
- ロボットガールズZ ONLINE（バーダラー）
- かんぱに☆ガールズ（アクルア）

2018年
- GIGANT SHOCK（クロエ、リリィ）
- 温泉むすめ ゆのはなこれくしょん（三朝歌蓮）
- ゴエティアクロス（グレモリ、バティン）
- OVER HIT（ニケ）
- グランドサマナーズ（フォスレ）
- ゴッドイーター3（主人公幼少期）

2019年
- リボルバーズエイト（眠り姫）
- アルカ・ラスト 終わる世界と歌姫の果実（志水ヒロナ）
- ホップステップジャンパーズ（シュクレ）
- けものフレンズ3（カリフォルニアラッコ）
- 逆転オセロニア（サクラ）
- アトリエオンライン 〜ブレセイルの錬金術士〜（ラン）

2020年
- SHOW BY ROCK!! Fes A Live（ルフユ）
- 白猫プロジェクト（クロカ・マニト）
- VALIANT TACTICS（ニア）
- プロ野球 ファミスタ 2020（メタラチャン）
- おねがい、俺を現実に戻さないで! シンフォニアステージ（ラーラ ジュヌヴィエーヴル ファインスター三世）
- 野生少女（ネージュ）
- 幻獣契約クリプトラクト（2020年 - 2022年、イスナ）
- ビビットアーミー（セレスト）

2021年
- クイズRPG 魔法使いと黒猫のウィズ（木崎ツヅミ）
- ウマ娘 プリティーダービー（2021年 - 2024年、ダイタクヘリオス）
- アイドルマスター シャイニーカラーズ（2021年 - 2024年、緋田美琴）
- アニマエ・アルケー（琥珀〈コハク〉）
- オーバーエクリプス（サルガス）
- METALLIC CHILD（スライ）
- Gate of Nightmares（ジャスミン）
- この素晴らしい世界に祝福を! ファンタスティックデイズ（カーラ）
- テイルズ オブ ルミナリア（アメリー・ロランス）
- カウンターサイド（イングリッド）

2022年
- ヘブンバーンズレッド（2022年 - 2024年、樋口聖華）
- 東方スペルバブル（豊聡耳神子）
- 誓約少女 〜祝砲の元に集いし戦姫たち〜（モルトケ、ゲーベン、Z18）
- ユアマジェスティ（アディ）

2023年
- アサルトリリィ Last Bullet（本間秋日）
- OCTOPATH TRAVELER II
- クラッシュフィーバー（ファーレンハイト）
- 勝利の女神:NIKKE（D）
- 六本木サディスティックナイト（響レン）
- アイドルマスター シャイニーカラーズ Song for Prism（2023年 - 2024年、緋田美琴）

2025年
- メモリーズオフ 双想 ～Not always true～（中森雪加）
- モンスターストライク（753♡）
- プロジェクトセカイ カラフルステージ! feat. 初音ミク（レベッカ）
- Fate/Grand Order（テュフォン・エフェメロス）
- グルーヴコースター フューチャーパフォーマーズ（跳野ラヴィ）
- スーパーロボット大戦Y（月ノ輪フォルテ）

### ドラマCD
- スパイ百貨店 Music& Drama CD Order#2（2020年、西田ミナ）
- 1年A組のモンスター（2021年、天竺葵）

### ASMR
- 【百合観察】ユメリリ～幼なじみカップル観察日記～【CV:山根綺＆根本京里】（2022年、葉月ユメ[88]）
- あなたのことが大好きな職場の後輩ちゃんがただただ甘やかしてくれるだけ…（2022年、神楽坂愛）
- 妄想ノスタルジア〜思わせぶり委員長とからかいまみれの1日〜（2022年、優里）
- 蓄音レヱル ノワール（2023年、ノワール）
- 負けヒロインの後輩ちゃん～憧れのセンパイと卒業までの最後の時間～（2023年、渚）
- ASMR of Rail Works ノワール（2023年、ノワール）
- 保健室の姫君は、ぐうたら共依存が気持ちいい。（2024年、黒川憂妃）

### デジタルコミック
- 四つ子ぐらし（2021年、宮美四月[89]）
- 空っぽ聖女として捨てられたはずが、嫁ぎ先の皇帝陛下に溺愛されています（2024年、マリエル[90]）

### オーディオドラマ
- 青山二丁目劇場
  - シスターズ・ソウル・パズル（北垣内レイ）
  - 森の中（若葉）
  - あなたの未来.com（アヤ）
  - ヒトメボレ（パック）
  - Family Portrait（レオ）
  - そろそろいかなくちゃ（まい）
- 宇宙戦艦ヤマト2202 愛の戦士たち5（イチゴカキゴーリ）
- 六本木サディスティックナイト（響レン[91]）
- 白間美瑠のサクラバシ919「ユアマジェスティ ボイスドラマ」（2022年、アディ、ラジオ大阪）
- 幕末動乱美少女伝（2024年、板垣退助）
- 戦国繚乱美少女伝（2025年、大久保忠佐）

### オーディオブック
- audiobook.jp
  - 成瀬は天下を取りにいく（2024年、成瀬あかり[92]）
  - 成瀬は信じた道をいく（2024年、成瀬あかり[93]）

### PV
- うらみちお兄さん（2017年、子供たち）[94]
- ワールドエンドの探索指南（2019年、ナレーション[95]）

### 吹き替え
- 最強サイボーグX（モリー）
- 龍族 -The Blazing Dawn-（チャン・ウェンウェン〈陳雯雯〉）

### ラジオ
※はインターネット配信。
- 週刊 小林ゆう（2016年、ラジオ日本） - 第7期アシスタント[96]
- SHOW BY ROCK!! STARS!! ましゅラジ♪（2021年、音泉※）
- アイドルマスター シャイニーカラーズ はばたきラジオステーション（2021年 - 、ASOBI CHANNEL※） - 週替わりパーソナリティ
- 超!A&G+マンスリースペシャル 山根綺の人生こそLIFE（2021年、超!A&G+※）[97]
- 山根綺と土屋李央のふたラジ!!（2021年、超!A&G+※）[98]

### 配信番組
※はインターネット配信。
- SHOW BY ROCK!! ルフユの神ドラムへの道！（2019年 - 2021年、YouTube※）ルフユ 役
- 武田羅梨沙多胡・山根綺のぐろばる（2020年、超!A&G+・AG-ON Premium※）[99]
- ジョブチューン アノ職業のヒミツぶっちゃけます!（2021年、TBSテレビ）ホシガリータちゃん 役
- 山根綺のゆるっと綺譚（2021年 - 、ニコニコ生放送※）[100]
- 山根綺・富田美憂 ややとみの（2022年 - 、ニコニコ生放送※・YouTube※）[101]

### ボイスオーバー
- こんなところにあるあるが。土曜・あるある晩餐会
- 世界一受けたい授業
- 世界くらべてみたら
- 世界の果てまでイッテQ!
- 世界まる見え!テレビ特捜部
- 7つの海を楽しもう!世界さまぁ〜リゾート

### 映画
- 人狼ゲーム クレイジーフォックス（2015年、隅田安奈[7]）

### 舞台
- リーディングアクト「六人の嘘つきな大学生」（2022年6月22日 - 25日、渋谷区文化総合センター大和田 さくらホール）- 矢代つばさ 役[102]
- 朗読公演「永久保貴一の極めて怖い話」（2022年7月17日）
- 舞台「ウマ娘 プリティーダービー」〜Sprinters’ Story〜（2023年1月） - ダイタクヘリオス 役[103]
- キミに贈る朗読会「春とみどり」（2024年4月28日）[104]
- LIAR GAME murder mystery「爆発廃工場 〜犯人の挑戦状〜」「首切りホテル 〜最後の夜宴〜」（2024年6月15日、飛行船シアター）[105]
- ミュージカル「星の導く夜に」（2025年9月27日 - 10月5日〈予定〉、シアターH） - ハナ 役[106]

### 映像商品
- 「THE IDOLM@STER SHINY COLORS 3rdLIVE TOUR PIECE ON PLANET / TOKYO / FUKUOKA」Blu-ray（2022年）[107]  [108]
- 「THE IDOLM@STER SHINY COLORS 4thLIVE 空は澄み、今を越えて。」Blu-ray（2022年）[109]
- バンダイナムコエンターテインメントフェスティバル 2nd 2days LIVE Blu-ray（2023年）[110]
- THE IDOLM@STER M@STERS OF IDOL WORLD!!!!! 2023 Blu-ray PERFECT BOX!!!!!（2023年）[111]
- 「THE IDOLM@STER SHINY COLORS 5thLIVE If I_wings.」Blu-ray（2023年）[112]
- 283PRODUCTION SOLO PERFORMANCE LIVE「我儘なまま」Blu-ray（2024年）[113]
- THE IDOLM@STER SHINY COLORS 5.5th Anniversary LIVE「星が見上げた空」Blu-ray（2024年）[114]
- 「異次元フェス アイドルマスター★♥ラブライブ！歌合戦」Blu-ray（2024年）[115]

### その他コンテンツ
- メディアミックスプロジェクト『バドミントンガールズ』（2018年、広瀬陽奈子[116]）
- LINEスタンプ『SHOW BY ROCK!!』（2020年、ルフユ）
- 東映アニメーション「ImaginaryPark2070」（2023年、えん[117]）
- 「雀魂」５周年記念ムービー『かわらないもの』（2024年）

## ディスコグラフィ

### キャラクターソング
| 発売日   | 商品名                                                                                            | 歌 | 楽曲 | 備考                                                                     |
| 2019年   | 2019年                                                                                            | 2019年 | 2019年 | 2019年                                                                   |
| -------- | ------------------------------------------------------------------------------------------------- | --- | --- | ------------------------------------------------------------------------ |
| 12月28日 | シネマティックメモワール                                                                          | ルフユ（山根綺） | 「シネマティックメモワール」 | Web配信番組『SHOW BY ROCK!! ルフユの神ドラムへの道！』関連曲             |
| 2020年   |                                                                                                   | | |                                                                          |
| 2月5日   | ヒロメネス/キミのラプソディー                                                                     | Mashumairesh! | 「ヒロメネス」 | テレビアニメ『SHOW BY ROCK!! ましゅまいれっしゅ!!』オープニングテーマ    |
| 2月5日   | ヒロメネス/キミのラプソディー                                                                     | Mashumairesh! | 「キミのラプソディー」 | テレビアニメ『SHOW BY ROCK!! ましゅまいれっしゅ!!』エンディングテーマ    |
| 2月5日   | ヒロメネス/キミのラプソディー                                                                     | Mashumairesh! | 「まっしろスタートライン」 | テレビアニメ『SHOW BY ROCK!! ましゅまいれっしゅ!!』関連曲                |
| 2月19日  | ましゅましゅ!!がカラオケうたってみたCD                                                            | ほわん（遠野ひかる） / コーラス：マシマヒメコ（夏吉ゆうこ）、デルミン（和多田美咲）、ルフユ（山根綺） | 「放て！どどどーん！」 | テレビアニメ『SHOW BY ROCK!! ましゅまいれっしゅ!!』関連曲                |
| 2月19日  | ましゅましゅ!!がカラオケうたってみたCD                                                            | ルフユ（山根綺） | 「×旋律-Schlehit Melodie-」 | テレビアニメ『SHOW BY ROCK!! ましゅまいれっしゅ!!』関連曲                |
| 3月18日  | SHOW BY ROCK!! ましゅまいれっしゅ!! BD・DVD第1巻 きゃにめ特典CD                                   | ルフユ（山根綺） | 「ヒロメネス」 「キミのラプソディー」 「まっしろスタートライン」 | テレビアニメ『SHOW BY ROCK!! ましゅまいれっしゅ!!』関連曲                |
| 4月1日   | エールアンドレスポンス                                                                            | Mashumairesh! | 「エールアンドレスポンス」 「プラットフォーム」 | テレビアニメ『SHOW BY ROCK!! ましゅまいれっしゅ!!』挿入歌                |
| 4月1日   | エールアンドレスポンス                                                                            | デルミン（和多田美咲）、ルフユ（山根綺） | 「No problem!!」 | テレビアニメ『SHOW BY ROCK!! ましゅまいれっしゅ!!』挿入歌                |
| 4月15日  | SHOW BY ROCK!! ましゅまいれっしゅ!! BD・DVD第2巻特典CD                                            | ルフユ（山根綺） | 「ラストジャッジ」 | テレビアニメ『SHOW BY ROCK!! ましゅまいれっしゅ!!』関連曲                |
| 7月15日  | SHOW BY ROCK!! ましゅまいれっしゅ!! BD・DVD第4巻&第5巻 きゃにめ特典CD                             | ルフユ（山根綺） | 「エールアンドレスポンス」 「No problem!!」 「プラットホーム」 | テレビアニメ『SHOW BY ROCK!! ましゅまいれっしゅ!!』関連曲                |
| 7月28日  | クラッシュフィーバー ORIGINAL SOUNDTRACK 5                                                        | クーロン（大和田仁美）、ファーレンハイト（山根綺） | 「ドキドキ☆トキメキ！バレンタイン」 | ゲーム『クラッシュフィーバー』関連曲                                     |
| 12月23日 | おねがい、俺を現実に戻さないで！ シンフォニアステージ VOCAL COLLECTION 01                         | ファミーリア | 「上空リヴァーバレイション」 | ゲーム『おねがい、俺を現実に戻さないで！ シンフォニアステージ』関連曲    |
| 2021年   |                                                                                                   | | |                                                                          |
| 1月20日  | ドレミファSTARS!!/星空ライトストーリー                                                            | プラズマジカ、Mashumairesh! | 「ドレミファSTARS!!」 | テレビアニメ『SHOW BY ROCK!! STARS!!』オープニングテーマ                 |
| 1月20日  | ドレミファSTARS!!/星空ライトストーリー                                                            | Mashumairesh! | 「星空ライトストーリー」 | テレビアニメ『SHOW BY ROCK!! STARS!!』エンディングテーマ                 |
| 1月20日  | ドレミファSTARS!!/星空ライトストーリー きゃにめ特典CD                                             | ルフユ（山根綺） | 「星空ライトストーリー」 | テレビアニメ『SHOW BY ROCK!! STARS!!』関連曲                             |
| 2月17日  | TVアニメ「SHOW BY ROCK!!STARS!!」挿入歌ミニアルバム Vol.1                                         | Mashumairesh! | 「スピードアップ」 | テレビアニメ『SHOW BY ROCK!! STARS!!』挿入歌                             |
| 3月17日  | TVアニメ「SHOW BY ROCK!!STARS!!」オリジナルサウンドトラック きゃにめ特典CD                        | ルフユ（山根綺） | 「スピードアップ」 | テレビアニメ『SHOW BY ROCK!! STARS!!』関連曲                             |
| 3月17日  | SHOW BY ROCK!! STARS!! BD第1巻 きゃにめ特典CD                                                     | Mashumairesh! | 「ドレミファSTARS!!」 | テレビアニメ『SHOW BY ROCK!! STARS!!』関連曲                             |
| 3月25日  | アノカナタリウム（TV edit）                                                                       | SHOWBYROCK!!STARS! | 「アノカナタリウム（TV edit）」 | テレビアニメ『SHOW BY ROCK!! STARS!!』挿入歌                             |
| 3月31日  | ウマ娘 プリティーダービー ANIMATION DERBY Season 2 vol.3 Original Sound Track                     | スペシャルウィーク（和氣あず未）、サイレンススズカ（高野麻里佳）、トウカイテイオー（Machico）、ウオッカ（大橋彩香）、ダイワスカーレット（木村千咲）、ゴールドシップ（上田瞳）、メジロマックイーン（大西沙織）、シンボリルドルフ（田所あずさ）、ナイスネイチャ（前田佳織里）、ツインターボ（花井美春）、イクノディクタス（田澤茉純）、マチカネタンホイザ（遠野ひかる）、メジロパーマー（のぐちゆり）、ダイタクヘリオス（山根綺）、ミホノブルボン（長谷川育美）、ライスシャワー（石見舞菜香）、ビワハヤヒデ（近藤唯）、ナリタタイシン（渡部恵子）、ウイニングチケット （渡部優衣）、キタサンブラック（矢野妃菜喜）、サトノダイヤモンド（立花日菜）、マルゼンスキー（Lynn）、マヤノトップガン（星谷美緒）、ヒシアケボノ（松嵜麗）、エアグルーヴ（青木瑠璃子）、マチカネフクキタル（新田ひより）、メイショウドトウ（和多田美咲）、セイウンスカイ（鬼頭明里）、グラスワンダー（前田玲奈）、エルコンドルパサー（髙橋ミナミ）、サクラバクシンオー（三澤紗千香）、メジロライアン（土師亜文）、メジロドーベル（久保田ひかり）、ナリタブライアン（衣川里佳） | 「うまぴょい伝説 (TV Size)」 | テレビアニメ『ウマ娘 プリティーダービー Season 2』エンディングテーマ     |
| 4月7日   | TVアニメ「SHOW BY ROCK!!STARS!!」挿入歌ミニアルバム Vol.2                                         | プラズマジカ、Mashumairesh! | 「ランナーズハイ!!」 | テレビアニメ『SHOW BY ROCK!! STARS!!』挿入歌                             |
| 4月7日   | TVアニメ「SHOW BY ROCK!!STARS!!」挿入歌ミニアルバム Vol.2                                         | Mashumairesh! | 「アノカナタリウム」 | テレビアニメ『SHOW BY ROCK!! STARS!!』挿入歌                             |
| 4月7日   | TVアニメ「SHOW BY ROCK!!STARS!!」挿入歌ミニアルバム Vol.2 きゃにめ特典CD                          | ルフユ（山根綺） | 「アノカナタリウム」 | テレビアニメ『SHOW BY ROCK!! STARS!!』関連曲                             |
| 4月14日  | THE IDOLM@STER SHINY COLORS L@YERED WING 01                                                       | シャイニーカラーズ | 「Resonance⁺」 「Color Days」 | ゲーム『アイドルマスター シャイニーカラーズ』関連曲                      |
| 4月21日  | SHOW BY ROCK!! BEST Vol.4                                                                         | Mashumairesh! | 「ブライトワールズノベル」 | ゲーム『SHOW BY ROCK!! Fes A Live』関連曲                                |
| 7月21日  | SHOW BY ROCK!! STARS!! BD第4巻 きゃにめ特典CD                                                     | Mashumairesh! | 「ランナーズハイ!!」 | テレビアニメ『SHOW BY ROCK!! STARS!!』関連曲                             |
| 9月15日  | トリガーロック                                                                                    | Mashumairesh! | 「トリガーロック」 「イントロダクション」 | 『SHOW BY ROCK!!』関連曲                                                 |
| 9月15日  | トリガーロック きゃにめ特典CD                                                                     | ルフユ（山根綺） | 「トリガーロック」 「イントロダクション」 | 『SHOW BY ROCK!!』関連曲                                                 |
| 11月10日 | THE IDOLM@STER SHINY COLORS L@YERED WING 08                                                       | シーズ | 「OH MY GOD」 「Fly and Fly」 「Resonance⁺」 | ゲーム『アイドルマスター シャイニーカラーズ』関連曲                      |
| 2022年   |                                                                                                   | | |                                                                          |
| 2月14日  | THE IDOLM@STER SHINY COLORS SOLO COLLECTION -L@YERED WING part 1-                                 | 緋田美琴（山根綺） | 「OH MY GOD」 | ゲーム『アイドルマスター シャイニーカラーズ』関連曲                      |
| 2月14日  | THE IDOLM@STER SHINY COLORS SOLO COLLECTION -L@YERED WING part 2-                                 | 緋田美琴（山根綺） | 「Fly and Fly」 | ゲーム『アイドルマスター シャイニーカラーズ』関連曲                      |
| 4月13日  | THE IDOLM@STER SHINY COLORS PANOR@MA WING 01                                                      | シャイニーカラーズ | 「虹の行方」 「Daybreak Age」 | ゲーム『アイドルマスター シャイニーカラーズ』関連曲                      |
| 4月23日  | THE IDOLM@STER SHINY COLORS Synthe-Side 03                                                        | イルミネーションスターズ、アルストロメリア、シーズ | 「Secret utopIA」 | ゲーム『アイドルマスター シャイニーカラーズ』関連曲                      |
| 4月23日  | THE IDOLM@STER SHINY COLORS Synthe-Side 03                                                        | 緋田美琴（山根綺） | 「Secret utopIA」 | ゲーム『アイドルマスター シャイニーカラーズ』関連曲                      |
| 7月6日   | くノ一ツバキの胸の内 あかね組音楽集                                                               | ベニスモモ（山根綺）、ミズバショウ（石見舞菜香）、トウワタ（富田美憂） | 「あかね組活動日誌 ～未班～」 | テレビアニメ『くノ一ツバキの胸の内』エンディングテーマ                   |
| 7月6日   | くノ一ツバキの胸の内 あかね組音楽集                                                               | あかね組ねうしとらうたつみうまひつじさるとりいぬい | 「あかね組活動日誌 ～ねうしとらうたつみうまひつじさるとりいぬい大集合！～」 | テレビアニメ『くノ一ツバキの胸の内』エンディングテーマ                   |
| 9月28日  | ウマ娘 プリティーダービー WINNING LIVE 08                                                         | ウオッカ（大橋彩香）、ダイワスカーレット（木村千咲）、マヤノトップガン（星谷美緒）、スマートファルコン（大和田仁美）、ダイタクヘリオス（山根綺）、サクラローレル（真野美月）、ヤマニンゼファー（今泉りおな）、ダイイチルビー（礒部花凜）、アストンマーチャン（井上ほの花）、ケイエスミラクル（佐藤日向）、コパノリッキー（稲垣好）、ホッコータルマエ（菊池紗矢香）、ワンダーアキュート（須藤叶希） | 「Gaze on Me!」 | ゲーム『ウマ娘 プリティーダービー』関連曲                                |
| 9月28日  | ウマ娘 プリティーダービー WINNING LIVE 08                                                         | ダイタクヘリオス（山根綺） | 「笑っちゃお！」 | ゲーム『ウマ娘 プリティーダービー』関連曲                                |
| 9月28日  | ウマ娘 プリティーダービー WINNING LIVE 08                                                         | スペシャルウィーク（和氣あず未）、サイレンススズカ（高野麻里佳）、ゴールドシップ（上田瞳）、ウオッカ（大橋彩香）、ダイワスカーレット（木村千咲）、メジロマックイーン（大西沙織）、ナリタブライアン（衣川里佳）、マヤノトップガン（星谷美緒）、ライスシャワー（石見舞菜香）、ウイニングチケット（渡部優衣）、スマートファルコン（大和田仁美）、ダイタクヘリオス（山根綺）、サクラローレル（真野美月）、ヤマニンゼファー（今泉りおな）、ダイイチルビー（礒部花凜）、アストンマーチャン（井上ほの花）、ケイエスミラクル（佐藤日向）、コパノリッキー（稲垣好）、ホッコータルマエ（菊池紗矢香）、ワンダーアキュート（須藤叶希） | 「うまぴょい伝説」 | ゲーム『ウマ娘 プリティーダービー』関連曲                                |
| 10月28日 | 星たちのオーケストラパレード                                                                      | Mashumairesh! | 「星たちのオーケストラパレード」 | ゲーム『SHOW BY ROCK!! Fes A Live』関連曲                                |
| 11月16日 | THE IDOLM@STER SHINY COLORS PANOR@MA WING 08                                                      | シーズ | 「Fashionable」 「Bouncy Girl」 「虹の行方」 | ゲーム『アイドルマスター シャイニーカラーズ』関連曲                      |
| 2023年   |                                                                                                   | | |                                                                          |
| 1月18日  | THE IDOLM@STER SHINY COLORS WING COLLECTION -A side-                                              | シャイニーカラーズ | 「Spread the Wings!! -25 colors-」 「Ambitious Eve -25 colors-」 「シャイノグラフィ -25 colors-」 「Resonance⁺ -25 colors-」 「SNOW FLAKES MEMORIES -25 colors-」 「FUTURITY SMILE -25 colors-」 | ゲーム『アイドルマスター シャイニーカラーズ』関連曲                      |
| 2月8日   | ウマ娘 プリティーダービー WINNING LIVE 10                                                         | ダイタクヘリオス（山根綺）、ヤマニンゼファー（今泉りおな）、ダイイチルビー（礒部花凜）、ケイエスミラクル（佐藤日向） | 「Overrunner!」 | 舞台『ウマ娘 プリティーダービー 〜Sprinters’ Story〜』テーマソング       |
| 2月8日   | ウマ娘 プリティーダービー WINNING LIVE 10                                                         | トウカイテイオー（Machico）、マルゼンスキー（Lynn）、タイキシャトル（大坪由佳）、グラスワンダー（前田玲奈）、メジロライアン（土師亜文）、ナイスネイチャ（前田佳織里）、ダイタクヘリオス（山根綺）、サクラチヨノオー（野口瑠璃子）、ツルマルツヨシ（青山吉能）、ヤマニンゼファー（今泉りおな）、シンボリクリスエス（春川芽生）、タニノギムレット（松岡美里）、ダイイチルビー（礒部花凜）、ケイエスミラクル（佐藤日向） | 「うまぴょい伝説」 | ゲーム『ウマ娘 プリティーダービー』関連曲                                |
| 2月8日   | THE IDOLM@STER SHINY COLORS WING COLLECTION -B side-                                              | シャイニーカラーズ | 「Multicolored Sky -25 colors-」 「いつか Shiny Days -25 colors-」 「Dye the sky. -25 colors-」 「Color Days -25 colors-」 「Let's get a chance -25 colors-」 「SWEET♡STEP -25 colors-」         | ゲーム『アイドルマスター シャイニーカラーズ』関連曲                      |
| 2月11日  | THE IDOLM@STER SHINY COLORS SOLO COLLECTION -M@STERS OF IDOL WORLD!!!!! 2023-                     | 緋田美琴（山根綺） | 「Let’s get a chance」 | ゲーム『アイドルマスター シャイニーカラーズ』関連曲                      |
| 3月18日  | THE IDOLM@STER SHINY COLORS SOLO COLLECTION -5thLIVE If I_wings. part1-                           | 緋田美琴（山根綺） | 「Fashionable」 | ゲーム『アイドルマスター シャイニーカラーズ』関連曲                      |
| 3月18日  | THE IDOLM@STER SHINY COLORS SOLO COLLECTION -5thLIVE If I_wings. part2-                           | 緋田美琴（山根綺） | 「Bouncy Girl」 | ゲーム『アイドルマスター シャイニーカラーズ』関連曲                      |
| 3月29日  | アニメ『うまゆる』アルバム                                                                        | スペシャルウィーク（和氣あず未）、サイレンススズカ（高野麻里佳）、トウカイテイオー（Machico）、マルゼンスキー（Lynn）、オグリキャップ（高柳知葉）、ゴールドシップ（上田瞳）、ウオッカ（大橋彩香）、ダイワスカーレット（木村千咲）、グラスワンダー（前田玲奈）、メジロマックイーン（大西沙織）、エルコンドルパサー（髙橋ミナミ）、テイエムオペラオー（徳井青空）、シンボリルドルフ（田所あずさ）、エアグルーヴ（青木瑠璃子）、アグネスデジタル（鈴木みのり）、セイウンスカイ（鬼頭明里）、ファインモーション（橋本ちなみ）、マヤノトップガン（星谷美緒）、ユキノビジン（山本希望）、アグネスタキオン（上坂すみれ）、イナリワン（井上遥乃）、ウイニングチケット（渡部優衣）、エアシャカール（津田美波）、トーセンジョーダン（鈴木絵理）、ナカヤマフェスタ（下地紫野）、ナリタタイシン（渡部恵子）、ハルウララ（首藤志奈）、マチカネフクキタル（新田ひより）、メイショウドトウ（和多田美咲）、キングヘイロー（佐伯伊織）、マチカネタンホイザ（遠野ひかる）、ダイタクヘリオス（山根綺）、ツインターボ（花井美春）、シリウスシンボリ（ファイルーズあい）、ツルマルツヨシ（青山吉能）、シンボリクリスエス（春川芽生）、タニノギムレット（松岡美里）、ハッピーミーク（吉咲みゆ） | 「うまぴょい伝説（Game Size）」 | Webアニメ『うまゆる』エンディングテーマ                                  |
| 5月10日  | 推しが武道館いってくれたら死ぬ コンプリートボーカルアルバム「きみのために生きてる」               | めいぷる♡どーる | 「wonder☆motion」 | テレビアニメ『推しが武道館いってくれたら死ぬ』挿入歌                     |
| 7月26日  | THE IDOLM@STER SHINY COLORS COLORFUL FE@THERS -SHHis-                                             | 緋田美琴（山根綺） | 「Look up to the sky」 | ゲーム『アイドルマスター シャイニーカラーズ』関連曲                      |
| 9月13日  | ウマ娘 プリティーダービー WINNING LIVE 14                                                         | ゴールドシチー（香坂さき）、トーセンジョーダン（鈴木絵理）、メジロパーマー（のぐちゆり）、ダイタクヘリオス（山根綺） | 「GSK☆」 | ゲーム『ウマ娘 プリティーダービー』関連曲                                |
| 9月13日  | ウマ娘 プリティーダービー WINNING LIVE 14                                                         | ゴールドシップ（上田瞳）、ウオッカ（大橋彩香）、エルコンドルパサー（髙橋ミナミ）、マンハッタンカフェ（小倉唯）、エアシャカール（津田美波）、エイシンフラッシュ（藤野彩水）、ゴールドシチー（香坂さき）、トーセンジョーダン（鈴木絵理）、ナカヤマフェスタ（下地紫野）、メジロパーマー（のぐちゆり）、ダイタクヘリオス（山根綺）、サトノダイヤモンド（立花日菜）、キタサンブラック（矢野妃菜喜）、シリウスシンボリ（ファイルーズあい）、サクラローレル（真野美月）、ネオユニヴァース（白石晴香）、タップダンスシチー（篠田みなみ） | 「うまぴょい伝説」 | ゲーム『ウマ娘 プリティーダービー』関連曲                                |
| 10月11日 | THE IDOLM@STER SHINY COLORS “CANVAS” 07                                                           | シーズ | 「Forbidden Paradise」 「SWEETEST BITE」 「White Story」 | ゲーム『アイドルマスター シャイニーカラーズ』関連曲                      |
| 10月18日 | THE IDOLM@STER SHINY COLORS Song for Prism 星の声                                                 | シャイニーカラーズ | 「星の声」 | ゲーム『アイドルマスター シャイニーカラーズ Song for Prism』テーマソング |
| 12月27日 | あやかしトライアングル 4 Blu-ray&DVD完全生産限定版 特典CD                                         | 香炉木恋緒（山根綺） | 「Your Scent」 | テレビアニメ『あやかしトライアングル』関連曲                             |
| 2024年   |                                                                                                   | | |                                                                          |
| 1月10日  | TVアニメ『ウマ娘 プリティーダービー Season 3』ANIMATION DERBY Season 3 vol.3 Original Sound Track | キタサンブラック（矢野妃菜喜）、サトノダイヤモンド（立花日菜）、サトノクラウン（鈴代紗弓）、シュヴァルグラン（夏吉ゆうこ）、サウンズオブアース（MAKIKO）、ドゥラメンテ（秋奈）、トウカイテイオー（Machico）、メジロマックイーン（大西沙織）、ゴールドシップ（上田瞳）、スペシャルウィーク（和氣あず未）、サイレンススズカ（高野麻里佳）、ウオッカ（大橋彩香）、ダイワスカーレット（木村千咲）、ナイスネイチャ（前田佳織里）、ツインターボ（花井美春）、イクノディクタス（田澤茉純）、マチカネタンホイザ（遠野ひかる）、ロイスアンドロイス（田辺留依）、ヴィルシーナ（奥野香耶）、ヴィブロス（伊藤彩沙）、シンボリルドルフ（田所あずさ）、エアグルーヴ（青木瑠璃子）、ミホノブルボン（長谷川育美）、ライスシャワー（石見舞菜香）、サクラバクシンオー（三澤紗千香）、トーセンジョーダン（鈴木絵理）、マチカネフクキタル（新田ひより）、メイショウドトウ（和多田美咲）、メジロパーマー（のぐちゆり）、ダイタクヘリオス（山根綺）、コパノリッキー（稲垣好） | 「うまぴょい伝説」 | テレビアニメ『ウマ娘 プリティーダービー Season 3』エンディングテーマ     |
| 1月      | 日清炎メシ×シャニマス コラボCDセット 特典CD                                                       | HOMURA-GIRLS | 「ホムラインビテーション」 | 日清食品「炎メシ」イメージソング                                         |
| 2月7日   | 運命のトリニティ                                                                                  | 新生グラン・エプレ | 「Overcast Sky」 | ゲーム『アサルトリリィ Last Bullet』関連曲                               |
| 3月2日   | THE IDOLM@STER SHINY COLORS SOLO COLLECTION -6thLIVE TOUR Come and Unite! part1-                  | 緋田美琴（山根綺） | 「Forbidden Paradise」 | ゲーム『アイドルマスター シャイニーカラーズ』関連曲                      |
| 3月2日   | THE IDOLM@STER SHINY COLORS SOLO COLLECTION -6thLIVE TOUR Come and Unite! part2-                  | 緋田美琴（山根綺） | 「SWEETEST BITE」 | ゲーム『アイドルマスター シャイニーカラーズ』関連曲                      |
| 3月2日   | THE IDOLM@STER SHINY COLORS SOLO COLLECTION -6thLIVE TOUR Come and Unite! part3-                  | 緋田美琴（山根綺） | 「White Story」 | ゲーム『アイドルマスター シャイニーカラーズ』関連曲                      |
| 4月5日   | はなびらの栞                                                                                      | Mashumairesh! | 「はなびらの栞」 | 『SHOW BY ROCK!!』関連曲                                                 |
| 5月22日  | THE IDOLM@STER SHINY COLORS Song for Prism Happier / 枕木の歌                                     | シーズ | 「Happier」 | ゲーム『アイドルマスター シャイニーカラーズ Song for Prism』関連曲       |
| 6月14日  | We Are Adventures!                                                                                | アイリス（堀江由衣）、クロカ（山根綺）、シロー（菊地燎）、ジン（島崎信長）、サヤ（日高里菜） | 「We Are Adventures!」 | ゲーム『白猫プロジェクト』関連曲                                         |
| 7月14日  | We Are Adventures! (Hero comeback ver.)                                                           | 主人公（梶裕貴）、アイリス（堀江由衣）、クロカ（山根綺）、シロー（菊地燎）、ジン（島崎信長）、サヤ（日高里菜） | 「We Are Adventures! (Hero comeback ver.)」 | ゲーム『白猫プロジェクト』関連曲                                         |
| 7月27日  | THE IDOLM@STER SHINY COLORS LIVE FUN!! -Beyond the Blue sky part2-                                | 緋田美琴（山根綺） | 「SNOW FLAKES MEMORIES」 | ゲーム『アイドルマスター シャイニーカラーズ』関連曲                      |
| 11月13日 | THE IDOLM@STER SHINY COLORS ECHOES 07                                                             | シーズ | 「Monochromatic」 「Snowflake」 「Migratory Echoes」 | ゲーム『アイドルマスター シャイニーカラーズ』関連曲                      |
| 11月14日 | TVアニメ「Re:ゼロから始める異世界生活」キャラクターソングアルバム2                                | ラム（村川梨衣）、レム（水瀬いのり）、エミリア（高橋李依）、ベアトリス（新井里美）、リリアナ（山根綺） | 「剣鬼恋歌 第二幕」 「水面に揺れるプリステラ」 | テレビアニメ『Re:ゼロから始める異世界生活 3rd season 襲擊編』挿入歌      |
| 2024年   |                                                                                                   | | |                                                                          |
| 3月27日  | TVアニメ「Re:ゼロから始める異世界生活」キャラクターソングアルバム3                                | リリアナ（山根綺） | 「朝焼けを追い越す空」 「プリステラの君よ」 | テレビアニメ『Re:ゼロから始める異世界生活 3rd season 反擊編』関連曲      |

## 書籍

### WEB連載
- 山根綺のほんとのところ。（2022年4月20日 - 、アニメイトタイムズ）[119]